# Paroisse Halifax
Pour les articles homonymes, voir Halifax.
Paroisse Halifax est une paroisse dans le comté de Prince sur l'Île-du-Prince-Édouard, au Canada.
Elle contient les cantons suivants :
- Lot 8 ;
- Lot 9 ;
- Lot 10 ;
- Lot 11 ;
- Lot 12.